# 蘇庫德夫·塔帕
蘇庫德夫·塔帕（英語：Sukhdev Thapar，1907年5月15日—1931年3月23日）是一位印度獨立革命人物，他是印度斯坦社會主義共和協會的高層會員，並在1931年被處以絞刑，得年23歲。

## 早期生涯
蘇庫德夫‧塔帕1907年5月15日出生於英屬印度旁遮普省卢迪亚纳（今日的 旁遮普省，巴基斯坦），是朗姆羅‧塔帕與伊拉‧德菲之子。蘇庫德夫自幼喪父，是由叔叔Lala Achintram所撫養長大。

## 革命生涯
蘇庫德夫‧塔帕是印度斯坦社會主義共和協會(HSRA)的高層會員，主要在旁遮普地區與北印度地區組織革命單位，他同時也是國立拉合爾學院的教職員，在學園中他與其他革命志士創辦了印度青年協會(Naujawan Bharat Sabha)，來鼓吹年輕獨立革命志士的參與。
蘇庫德夫最出名的事蹟為1928年12月18日的「拉合爾陰謀案」(約翰‧桑德斯刺殺案)，他與巴格特·辛格、Shivaram Rajguru、與錢德拉·謝卡爾·阿扎德同謀刺殺了英國警官約翰‧桑德斯，為旁遮普政治領導人Lala Lajpat Rai之死報仇。在1929年4月的新德里中央立法議會爆炸案之後，蘇庫德夫與其他幾位同夥皆被逮捕，並一同於1931年3月23日處以絞刑，他們的遺體最終被秘密的運往萨特莱杰河河畔火葬。

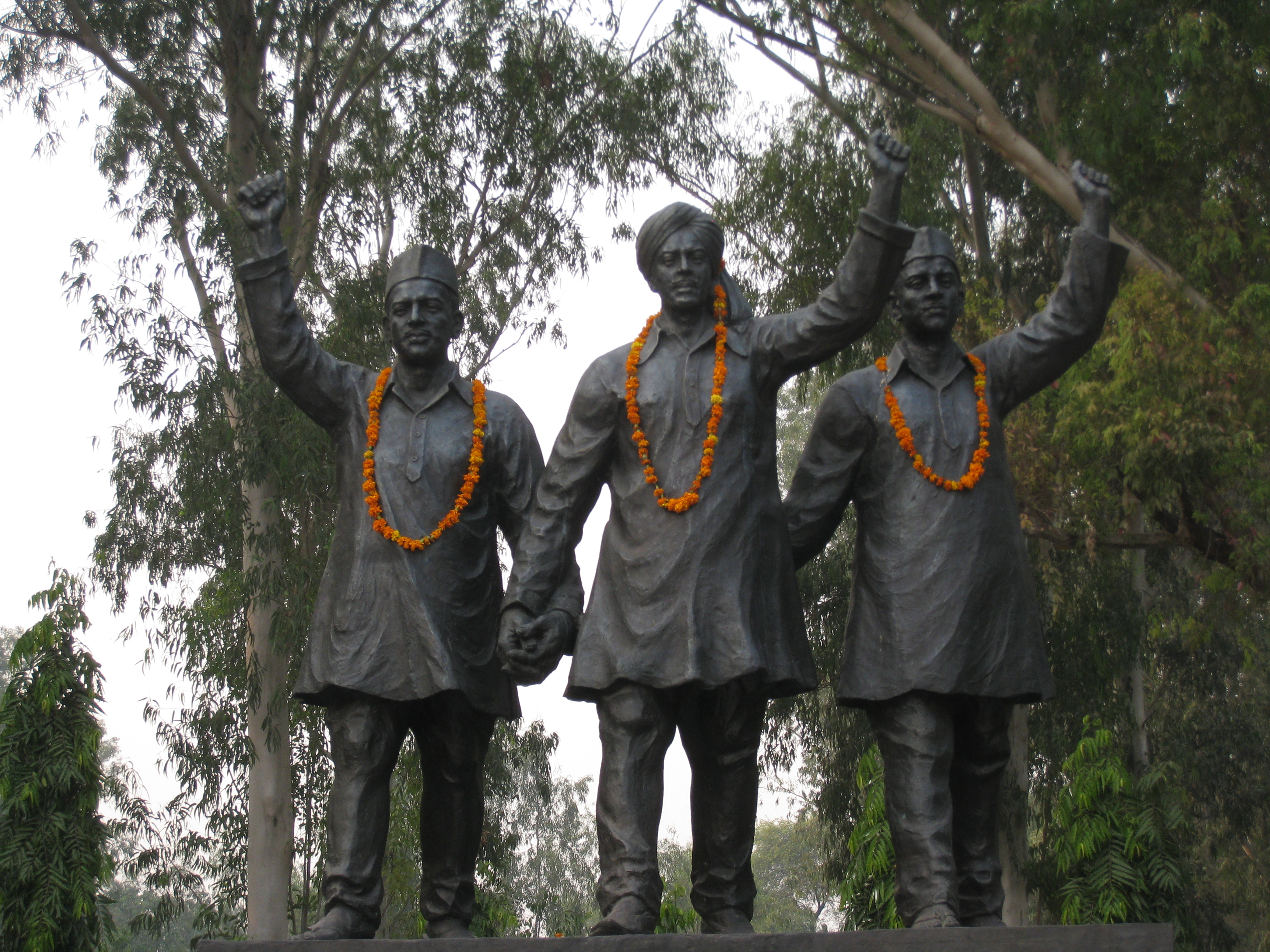
巴格特·辛格、Rajguru、與蘇庫德夫的雕像

## 延伸閱讀
- Noorani, Abdul Gafoor Abdul Majeed. . Oxford University Press. 2001 [1996]. ISBN 0195796675.